# Jeremy Socorro
Jeremy Socorro Pulido (Las Palmas de Gran Canaria, España; 1 de septiembre de 1999) es un futbolista español. Juega de lateral izquierdo y su equipo actual es el UCAM Murcia CF de la Segunda Federación.

## Trayectoria
Formado en la cantera de la U. D. Las Palmas, club de su ciudad natal, Soccorro se incorporó al Tenerife "B" en agosto de 2018.
Debutó en el primer equipo del C. D. Tenerife el 29 de mayo de 2022 ante el F. C. Cartagena por la Segunda División. El 24 de junio renovó su contrato con el club, y fue cedido al Antequera C. F., logrando el ascenso a la Primera Federación en su primer año.

## Estadísticas
Actualizado al último partido disputado el 3 de septiembre de 2023.
| Club                        | Div.          | Temporada     | Liga  | Liga  | Copas nacionales | Copas nacionales | Copas internacionales | Copas internacionales | Total | Total |
| Club                        | Div.          | Temporada     | Part. | Goles | Part.            | Goles            | Part.                 | Goles                 | Part. | Goles |
| --------------------------- | ------------- | ------------- | ----- | ----- | ---------------- | ---------------- | --------------------- | --------------------- | ----- | ----- |
| C. D. Tenerife "B" · España | 4.ª           | 2018-19       | 20    | 0     | —                | —                | —                     | —                     | 20    | 0     |
| C. D. Tenerife "B" · España | 4.ª           | 2019-20       | 10    | 0     | —                | —                | —                     | —                     | 10    | 0     |
| C. D. Tenerife "B" · España | 4.ª           | 2020-21       | 20    | 0     | —                | —                | —                     | —                     | 20    | 0     |
| C. D. Tenerife "B" · España | 5.ª           | 2021-22       | 29    | 2     | —                | —                | —                     | —                     | 29    | 2     |
| C. D. Tenerife "B" · España | Total club    | Total club    | 79    | 2     | 0                | 0                | 0                     | 0                     | 79    | 2     |
| C. D. Tenerife · España     | 2.ª           | 2021-22       | 1     | 0     | 0                | 0                | —                     | —                     | 1     | 0     |
| C. D. Tenerife · España     | Total club    | Total club    | 1     | 0     | 0                | 0                | 0                     | 0                     | 1     | 0     |
| Antequera C. F. · España    | 4.ª           | 2022-23       | 23    | 1     | —                | —                | —                     | —                     | 23    | 1     |
| Antequera C. F. · España    | 3.ª           | 2023-24       | 2     | 0     | —                | —                | —                     | —                     | 2     | 0     |
| Antequera C. F. · España    | Total club    | Total club    | 25    | 1     | 0                | 0                | 0                     | 0                     | 25    | 1     |
| Total carrera               | Total carrera | Total carrera | 104   | 3     | 0                | 0                | 0                     | 0                     | 104   | 3     |

## Palmarés

### Títulos nacionales
| Título             | Club      | País   | Año                |
| ------------------ | --------- | ------ | ------------------ |
| Segunda Federación | Antequera | España | 2022-23 (Grupo IV) |